# Scooby-Doo e il viaggio nel tempo
Scooby-Doo e il viaggio nel tempo (Scooby-Doo and the Cyber Chase) è un film del 2001 diretto da Jim Stenstrum.
Prodotto dalla Warner Bros. Animation in collaborazione con Hanna-Barbera Cartoons, è stato distribuito negli Stati Uniti d'America il 9 ottobre 2001 e in Italia il 22 maggio 2002. Il film narra le nuove avventure di Scooby-Doo e della Mystery Inc. alle prese con un virus informatico che li proietterà all'interno di un videogioco.
Il film è dedicato a William Hanna, deceduto prima della distribuzione del film.
È l'ultima produzione "ufficiale" della Hanna-Barbera, in quanto la Warner Bros. aveva assorbito la Hanna-Barbera Productions dopo la morte del fondatore e creatore William Hanna.

## Trama
La Mystery Incorporated fa visita al loro vecchio amico e studente universitario, Eric, che li ha invitati a vedere un premiato gioco per computer che ha realizzato sulla base delle loro avventure e un laser high-tech, con i quali intende partecipare a una fiera scientifica del campus. All'arrivo, la banda scopre che un terribile ed infido, ma violento, spietato e pericoloso "virus fantasma" si è materializzato dal gioco di Eric e lo ha attaccato prima che il suo insegnante, il professor Kaufman, lo respingesse con un magnete ad alta potenza e da allora vaga per il campus seminando il terrore. Mentre indaga sui potenziali colpevoli, la banda incontra il malefico Fanta-Virus, poco prima che qualcuno usi il laser di Eric per proiettarli tutti nel suo gioco.
Dopo le difficoltà iniziali nei primi tre livelli, la banda progredisce rapidamente fino a raggiungere il livello finale, dove incontrano le versioni cibernetiche di se stessi. All'inizio, la cyber-gang si rifiuta di aiutare la banda originale poiché verranno rimandati al livello uno una volta completato il gioco e non vogliono andarsene. Alla fine si convincono e i due gruppi si fermano in un parco di divertimenti, dove devono combattere versioni realistiche di mostri che la banda ha precedentemente affrontato e smascherato come criminali umani. Alla fine, Il doppio cyber di Scooby-Doo distrae il crudele Fanta-Virus in modo che lo Scooby originale possa afferrare l'ultima scatola di Scooby Snax, eliminando il Fanta-Virus e riportando la banda nel mondo reale. Usando gli indizi relativi al baseball che hanno trovato e le frasi usate dal Virus Fantasma durante la loro avventura, rivelano che Bill è il colpevole. A seguito di un tentativo di fuga fallito, rivela di essere geloso del fatto che il gioco di Eric fosse stato scelto per la fiera della scienza rispetto al suo anche se era stato a scuola più a lungo, prima che Wembley lo porti via per essere interrogato. Successivamente, la banda ed Eric vanno in un ristorante locale per festeggiare e le loro controparti informatiche mandano loro un saluto dal portatile di Eric.
In una scena post-crediti, la banda racconta al pubblico quali erano le loro parti preferite del film.

## Produzione
Scooby-Doo e il viaggio nel tempo è il quarto film di Scooby distribuito direttamente in video , e fu l'ultimo per il team originale che aveva lavorato ai primi quattro film. Il team era guidato da Davis Doi e includeva Glenn Leopold, Jim Stenstrum, Lance Falk e altri. In precedenza si erano scontrati con i dirigenti dello studio che avevano suggerito sceneggiatori esterni per il secondo film di Scooby , Il fantasma della strega . Per il viaggio nel tempo , la situazione era la stessa: i dirigenti raccomandarono Mark Turosz, uno scrittore già sotto contratto con la Warner Bros. che aveva poca esperienza con l'animazione. La troupe aveva prodotto il primo film di Scooby , l'isola degli zombi , così come il terzo, gli invasori alieni , in totale autonomia, si sentì insultata dall'insistenza della Warner nell'usare la sceneggiatura di Turosz. 
Il team fu particolarmente critico nei confronti della bozza della sceneggiatura di Turosz, che secondo Falk era considerata una regressione in termini di potenziale del franchise. Ritenevano che il ritmo e la trama fossero insoddisfacenti. Inoltre, a quanto pareva, era mal formattata e non aveva familiarità con il processo di animazione. Ad esempio, la sceneggiatura includeva movimenti di macchina complicati impossibili da realizzare con il loro budget, così come innumerevoli ambientazioni che si sarebbero rivelate noiose da progettare. Di conseguenza, il team originale si dedicò ad altri progetti dopo il completamento del film. Anche il successivo film di Scooby-Doo , La leggenda del vampiro , fu scritto da Turosz.
Stenstrum inizialmente suggerì di esplorare l'utilizzo di attori dal vivo per le scene ambientate all'interno del videogioco, ma l'idea fu rapidamente abbandonata. Nei primi quattro film, il viaggio nel tempo presenta il più ampio numero di artisti di storyboard, poiché il team era sotto notevoli vincoli di tempo e necessitava di ulteriore aiuto. Il viaggio nel tempo è stato anche l'ultimo film di Scooby-Doo a presentare animazioni prodotte dallo studio giapponese Mook Animation. 

## I livelli e nemici incontrati
In questo film i protagonisti finiscono dentro un videogioco e per uscirne dovranno completare tutti e dieci i livelli trovando le scatole di Scooy Snak. Le ambientazioni e i nemici (a parte il Fantavirus) sono:
1. La Luna: i fantasmi della Luna;
2. Colosseo dell'Antica Roma: gladiatori scheletri e leone;
3. Preistoria: dinosauri;
4. Abissi del mare: squalo;
5. Giardino gigante: formica rossa;
6. Giappone feudale: samurai;
7. Antico Egitto: mummie e Anubis;
8. Medioevo: drago sputafuoco;
9. Polo Nord: Orso polare
10. Città con Luna Park: Brutus, Giaguaro, Mostro di catrame, alligatore e Maschera di ferro;

## Accoglienza
Su Rotten Tomatoes il film ha un indice di gradimento del 60% basato su cinque recensioni, con una media di 5,8/10. Common Sense Media ha dato al film due stelle su cinque, dicendo: "Va bene per i fan del franchise, ma troppi pericoli da cartone animato per i bambini piccoli". 

## Doppiaggio
| Personaggio              | Doppiatore originale | Doppiatore italiano |
| ------------------------ | -------------------- | ------------------- |
| Scooby-Doo               | Scott Innes          | Pietro Ubaldi       |
| Shaggy Rogers            | Scott Innes          | Diego Sabre         |
| Fred Jones               | Frank Welker         | Gabriele Calindri   |
| Daphne Blake             | Grey DeLisle         | Jasmine Laurenti    |
| Velma Dinkley            | B.J. Ward            | Giulia Franzoso     |
| Eric Staufer             | Bob Bergen           | Patrizio Prata      |
| Bill McLemore            | Mikey Kelley         | Gigi Rosa           |
| Professor Robert Kaufman | Tom Kane             | Giorgio Melazzi     |
| Agente Wembley           | Joe Alaskey          | Giovanni Battezzato |
| Fantavirus               | Gary Sturgis         | Marco Balzarotti    |

## Videogioco
Dal film è stato tratto anche un videogioco uscito per PlayStation e Game Boy Advance nel 2001.